# Nanteuil-le-Haudouin
Nanteuil-le-Haudouin är en kommun i departementet Oise i regionen Hauts-de-France i norra Frankrike. Kommunen ligger i kantonen Nanteuil-le-Haudouin som tillhör arrondissementet Senlis. År 2022 hade Nanteuil-le-Haudouin 4 274 invånare.

## Befolkningsutveckling
Antalet invånare i kommunen Nanteuil-le-Haudouin
| Referens: INSEE |